# Замошица Кубецкая
Замошица Кубецкая — деревня в Невельском районе Псковской области России. Входит в состав Усть-Долысской волости.

## География
Расположена в южной части области, в лесной местности (сосна, берёза) возле озера Лукомля.

## Население
| 2001 | 2002 | 2010 |
| ---- | ---- | ---- |
| 6    | ↘3   | ↘0   |

Согласно результатам переписи 2002 года, в национальной структуре населения русские составляли 100 % от общей численности населения в 3 чел..

## Инфраструктура
Личное подсобное хозяйство.  .

## Транспорт
Деревня доступна по просёлочной дороге.